# Sẻ mặt đỏ
Sẻ mặt đỏ (danh pháp hai phần: Amadina erythrocephala) là một loài chim thuộc họ Chim di (Estrildidae).
Loài chi này thường được tìm thấy ở châu Phi. Phạm vi phân bố toàn cầu của nó ước khoảng 1,6 triệu km2. Loài này có ở Angola, Botswana, Lesotho, Namibia, Nam Phi và Zimbabwe.
Chim trống có đầu đỏ và ngực đỏ còn con mái có màu xỉn hơn. Bề ngoài giống với sẻ họng đỏ (Amadina fasciata) có thể nhận thấy. 